# Fusillade du Camp Evangelista
 (février 2023).
La fusillade du Camp Evangelista est survenue le 11 février 2023 lorsqu'une fusillade de masse a eu lieu à l'intérieur du Camp Evangelista, une installation de l'armée philippine à Cagayan de Oro. Cinq personnes sont mortes dans l'incident, dont l'agresseur.

## Fusillade
La fusillade s'est produite vers 1 h 10 (UTC+8) à la caserne du bataillon de soutien des services (SSBn) de la 4e division d'infanterie (en) (4ID) au camp Edilberto Evangelista,. Le camp est une installation de l'armée philippine à Cagayan de Oro.
Le soldat Johmar Villabito, utilisant son propre fusil M16 fourni par le gouvernement, a ouvert le feu sur ses camarades. Quatre membres du personnel ont été tués et un blessé par Villabito. Villabito était engagé avec deux autres membres du personnel dans une fusillade. L'un des deux a tué Villabito dans un acte de légitime défense. Les victimes avaient le grade de sergent, caporal, soldat de première classe et soldat.
Le chef de l'armée philippine, Romeo Brawner Jr. (en), s'est rendu dans le camp au début du mois, exprimant sa préoccupation face à l'incidence croissante du trouble de stress post-traumatique chez les soldats.

## Conséquences
L' armée philippine et la police nationale philippine ont ouvert une enquête conjointe pour déterminer le mobile du tireur. Le 4ID a également mené sa propre enquête interne. L'armée étudie également les lacunes possibles dans son processus de recrutement et de formation pour éviter un incident similaire à l'avenir.